# Геме
Гѐме (на италиански: Ghemme; на пиемонтски: Ghem, Гем) е малко градче и община в Северна Италия, провинция Новара, регион Пиемонт. Разположено е на 241 m надморска височина. Населението на общината е 3671 души (към 2014 г.).